# أندرو كولتر إنرايت
أندرو كولتر إنرايت (بالإنجليزية: Andrew Coulter Enright)‏ هو فنان أمريكي، ولد في 9 أغسطس 1979.